# Eucalyptus tenuipes
Eucalyptus tenuipes là một loài thực vật có hoa trong Họ Đào kim nương. Loài này được (Maiden & Blakely) Blakely & C.T.White mô tả khoa học đầu tiên năm 1930.